# Cantone di Seyssel (Alta Savoia)
Il Cantone di Seyssel era un cantone francese dell'arrondissement di Saint-Julien-en-Genevois, situato sulla riva sinistra del Rodano.
A seguito della riforma approvata con decreto del 13 febbraio 2014, che ha avuto attuazione dopo le elezioni dipartimentali del 2015, è stato soppresso.

## Composizione
Comprendeva i comuni di:
- Bassy
- Challonges
- Chêne-en-Semine
- Clermont
- Desingy
- Droisy
- Franclens
- Menthonnex-sous-Clermont
- Saint-Germain-sur-Rhône
- Seyssel
- Usinens